# Jリーグ イレブンミリオン プロジェクト
Jリーグ イレブンミリオン プロジェクト（Jリーグ いれぶんみりおん ぷろじぇくと）とは、日本プロサッカーリーグ（Jリーグ）の広報活動である。

## 概要
1993年の第1回で空前のサッカーブームを起こしたJリーグは、その後年間の観客動員が低下。その後1999年の1・2部制完全導入（ジャパンフットボールリーグを含めたリーグ再編）や各クラブの経営方針の見直しなどから2000年シーズン以後徐々に観客動員は増え続けているが、2006年は1・2部制導入後初めて低下した。
またJリーグはこれまでJリーグ百年構想を掲げて地域単位でのスポーツ活動、Jリーグ・アカデミー、校庭の芝生化などの多岐にわたる活動を行ってきたが、原点である「スタジアム」に立ち返って、一人でも多くのサポーター（ファン）がスタジアムに足を運んで試合を観戦してもらい「2010年シーズンに年間1100万人（イレブンミリオン）の観衆を集められるようにしていこう」という目標を掲げて、2007年シーズンから大々的なキャンペーンを展開するようになった。
ここでいう年間総観衆の合計はJリーグが主催する公式戦のうち、J1・J2のリーグ戦、Jリーグカップ、ゼロックススーパーカップ、AFCチャンピオンズリーグのうちJリーグ勢（前年度J1上位3位+天皇杯全日本サッカー選手権大会優勝クラブ）のチームが主催する試合の全てが対象である。天皇杯、スルガ銀行チャンピオンシップは対象外となる。
なお、このプロジェクトをより多くの人々に知ってもらうために、イレブンミリオンの公式マークのデザインをプロ・アマを問わずに一般公募（2007年10月6-11月30日）という形で募集した。なお、522通の応募総数から5名の優秀作品を選んで記念品を贈呈、更には公式マークとして採用された1名を2008年2月29日に行われたキックオフカンファレンスに招待し、オリジナルの銀皿（シャーレ）を贈呈した。
2010年はその目標年度であるため更なるPRを展開しようと、3月にタレントの木下優樹菜が「Jリーグ特命PR部長」に、続いて4月には女優の足立梨花が「Jリーグ特命PR女子マネジャー」にそれぞれ就任し、各種メディアでの広報のほか、サポーター参加のイベントも展開してよりJリーグを身近なものにしようとする取り組みが行われている。しかし、その目標としていた「2010年の年間1100万人（イレブンミリオン）入場」の達成にはいたらず、上記Jリーグ主催公式戦においての総入場者は864万5762人（2009年度=957万1079人から約93万人の減少）に留まった。（時事通信 より）
足立は2011年・2012年も引き続き「Jリーグ特命女子マネジャー」を続投し、2013年から「Jリーグ名誉女子マネジャー」に昇格、2015年からはタレントの佐藤美希が「Jリーグ特命女子マネジャー」に就任した。
その後の2019年シーズン、この年の年間入場者 は1140万1649人となり目標年度から9年の歳月をかけてイレブンミリオンは達成された。しかしその後は新型コロナウイルスの流行に伴う入場制限などもあり観客数は大きく落ち込んでおり、イレブンミリオン（1100万人）を達成したのは2019年のみとなっている。